# 都城嘉慕威曼都城巴士

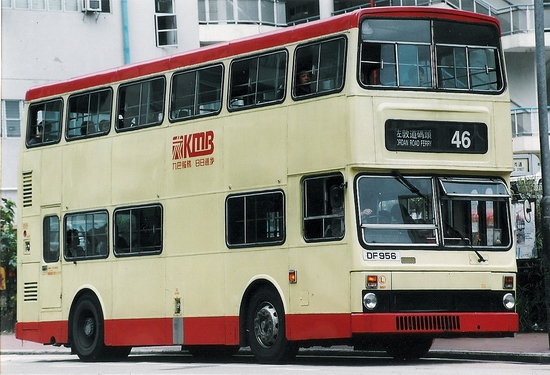
九巴的都城嘉慕威曼都城巴士9.7米

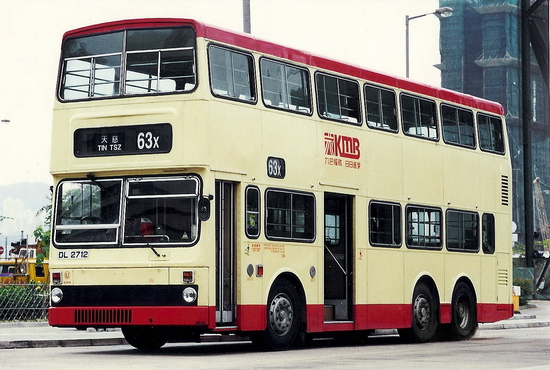
九巴的都城嘉慕威曼超級都城巴士11米

都城嘉慕威曼都城巴士（英語：MCW Metrobus），又稱都城嘉慕都城型，是一款由英國都城嘉慕威曼設計的雙層巴士，屬於英國第二代後置引擎巴士，從1977年一直生產至1989年。這款巴士當初是針對英國本土市場而開發，後來因為香港對高載客量的雙層巴士有大量需求，於是為香港市場而開發加長版本。由於都城車廠本身具備設計車身的能力，所以該款巴士的標配是採用都城自家打造的Apollo車身，不過買家亦可選擇只購買都城巴士底盤，再安裝由亞歷山大或Northern Counties提供的車身。
都城巴士系列的兩軸版11.45米及所有三軸版都城巴士均被廠方命名為超級都城巴士（Super Metrobus），而第一手買家都是香港的巴士公司，全部裝配原廠車身。

## 都城一型

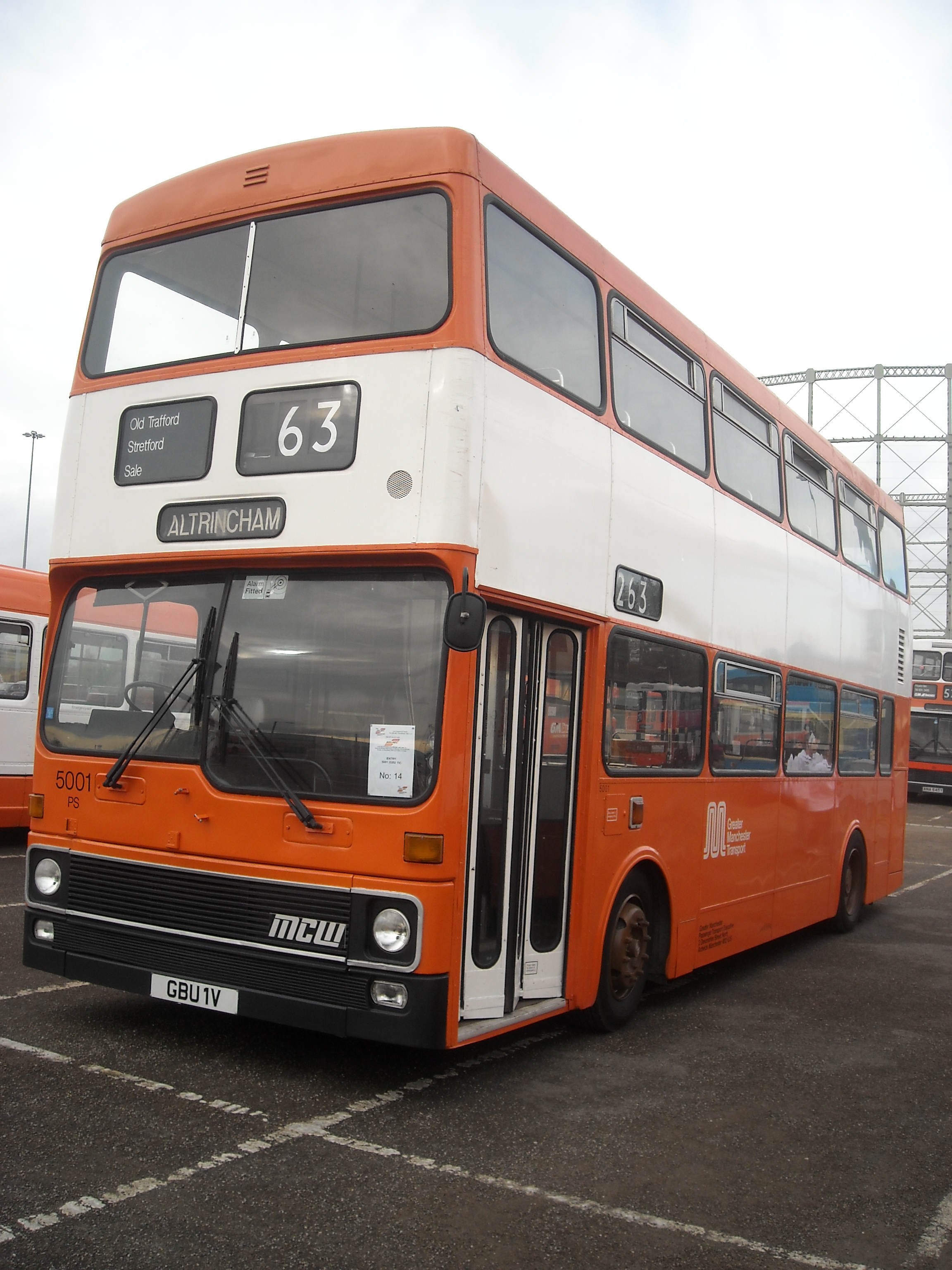
曾經在英國曼徹斯特服務的都城一型被保留交通歷史展示

都城巴士的首個版本都城一型於1977年首次亮相，該款巴士的生產維持至1985年，最大買家是英國倫敦運輸局。
都城嘉慕威曼的前代產品是和瑞典紳佳（現稱：斯堪尼亞）合作開發的大都會型。由於英國在1970年代為英國巴士公司購買本土生產的巴士提供補貼，以期支持競爭力日漸衰落的本土汽車工業，此外英國人口的增長亦支持巴士服務的需求，瑞典紳佳車廠因此有意在英國市場分一杯羹，但英國政府規定英國的巴士公司如要就其購買的巴士申領補貼，所購買的巴士最少全車要有一半的份額在英國生產，紳佳因為不是英國本土車廠，所以不符合取得補貼的資格，面對符合補貼資格的英國車廠競爭將會缺乏價格競爭力，因此紳佳車廠便在英國尋找合作對象，遂與都城嘉慕威曼合作開發為英國市場而設的大都會型。大都會的底盤由紳佳車廠提供，都城車廠則負責車身部分，由於車身由英國車廠製造和組裝，所以大都會型符合申請英國政府補貼的要求，紳佳更在這款巴士底盤採用多種新穎設計，但這款巴士在市場上並不成功，只生產了不足700輛即告停產，之後雙方各自開發下一代產品，都城嘉慕威曼的作品即為1977年亮相的都城巴士。
都城巴士的底盤由都城嘉慕威曼自行設計，底盤採用1970年代後期英國雙層巴士流行的佈局，引擎橫置於車尾的引擎室，而引擎的散熱水箱則設於有利散熱的車頭。引擎主要採用吉拿6LXB柴油引擎，馬力達180匹，波箱則採用福伊特的DIWA851，底盤的兩條車軸都裝有氣墊懸掛系統。車身的設計以前代大都會型為藍本，仍然保留車頭的不對稱擋風玻璃設計，但因為要遷就位於車頭的散熱水箱，所以擋風玻璃不及大都會型的深闊。都城嘉慕威曼之前為大都會型設計的鋼材車身，重量大又易鏽蝕，吸取這個經驗後，都城巴士改用鋁材車身，除了減輕重量，並能避免之前大都會型遇到的車身鏽蝕問題困擾，可提供較長的使用年期。
都城一型的長度為9.7米，後來車廠特別為香港對高載客量巴士的需求，把兩軸的原版加長至11.45米成為超級都城巴士，於1978年共有40輛兩軸的超級都城巴士交付予中華巴士使用，成為香港當時車身最長的雙層巴士。

## 都城二型
都城嘉慕威曼於1981年推出由都城一型改良而成的都城二型，都城二型的機械構造與先前的都城一型相似，但二型減省達百分之三十的零部件，能提升可靠性，減低整體車重，提高燃油效益，但最明顯的改動是車頭棄用一型的不對稱擋風玻璃設計。都城二型的最大買家是英國West Midlands PTE，車廠亦特別為香港的巴士公司開發採用三軸設計的超級都城12米，並於1981年率先交付給中巴及九巴，而後又於1986年因應九巴的要求製成超級都城11米，成為出口到香港的都城巴士之中最多的版本。
在1960至1990年代的英國巴士供應商較少包攬全車的設計和生產，通常分為專門設計和產製巴士底盤的車廠和專門設計製造車身的車身廠；客戶訂購巴士後會先由底盤生產商製造底盤和安裝動力和懸掛等機械裝置，新底盤經測試後會被轉交到客戶選用的車身廠建造車身，或者直接運往外地，由客戶選定的裝配廠安裝英國或當地車身供應商提供的車身；如果車身廠要為新款底盤設計和製造車身，便需要聯繫底盤生產商提供技術資料，難免要多花一些時間。都城嘉慕威曼在當時有別於其他英國巴士供應商，由於具有全車設計和生產的能力，都城嘉慕威曼能將底盤及車身的設計和生產結合為一條龍的工序；對於客制化的要求，都城嘉慕威曼自行為旗下底盤打造車身，節省底盤製造商及車身廠接洽的時間，因此能夠領先其他英國車廠推出新車型的成品。香港兩家專利巴士公司在1980年分別向利蘭、丹尼士、都城嘉慕威曼和艾莎富豪提出開發12米三軸雙層巴士的要求，各英國巴士供應商均為爭取潛在的龐大訂單，都隨即提交自己的設計並製造樣辦車供中巴和九巴試用，都城嘉慕威曼發揮其底盤和車身都能自行打造的優勢，在接獲訂單後僅以六個月的時間，於1981年率先向中巴與九巴運交超級都城12米的樣辦車，成為香港首款12米長的雙層巴士。
兩軸版的都城及超級都城巴士可選配吉拿6LXB柴油引擎、勞斯萊斯Eagle或康明斯L10系列引擎；三軸版的超級都城巴士可選配吉拿6LXCT、勞斯萊斯Eagle或康明斯LT10系列引擎；波箱採用福伊特提供的三前速或四前速版本，轉向系統由ZF提供，各車軸配有氣墊懸掛系統。
客戶為都城二型選用都城嘉慕威曼自家設計的車身，車身主要以鋁合金及輔以鋼材製成，並應用玻璃纖維製造窗框等車身組件。買家可選配單一或兩道車門，樓梯的擺放位置亦可更改。
都城嘉慕威曼曾經考慮設計都城三型予倫敦運輸局使用，但因當時英國巴士製造業的不景氣，計劃最終放棄，車廠還因為經營狀況欠佳而於1980年代末期結業。荷蘭DAF收購都城嘉慕威曼的巴士業務後，都城三型的設計被作為參考進而開發出採用DAF DB250底盤的Optare Spectra。

## 英國的都城巴士

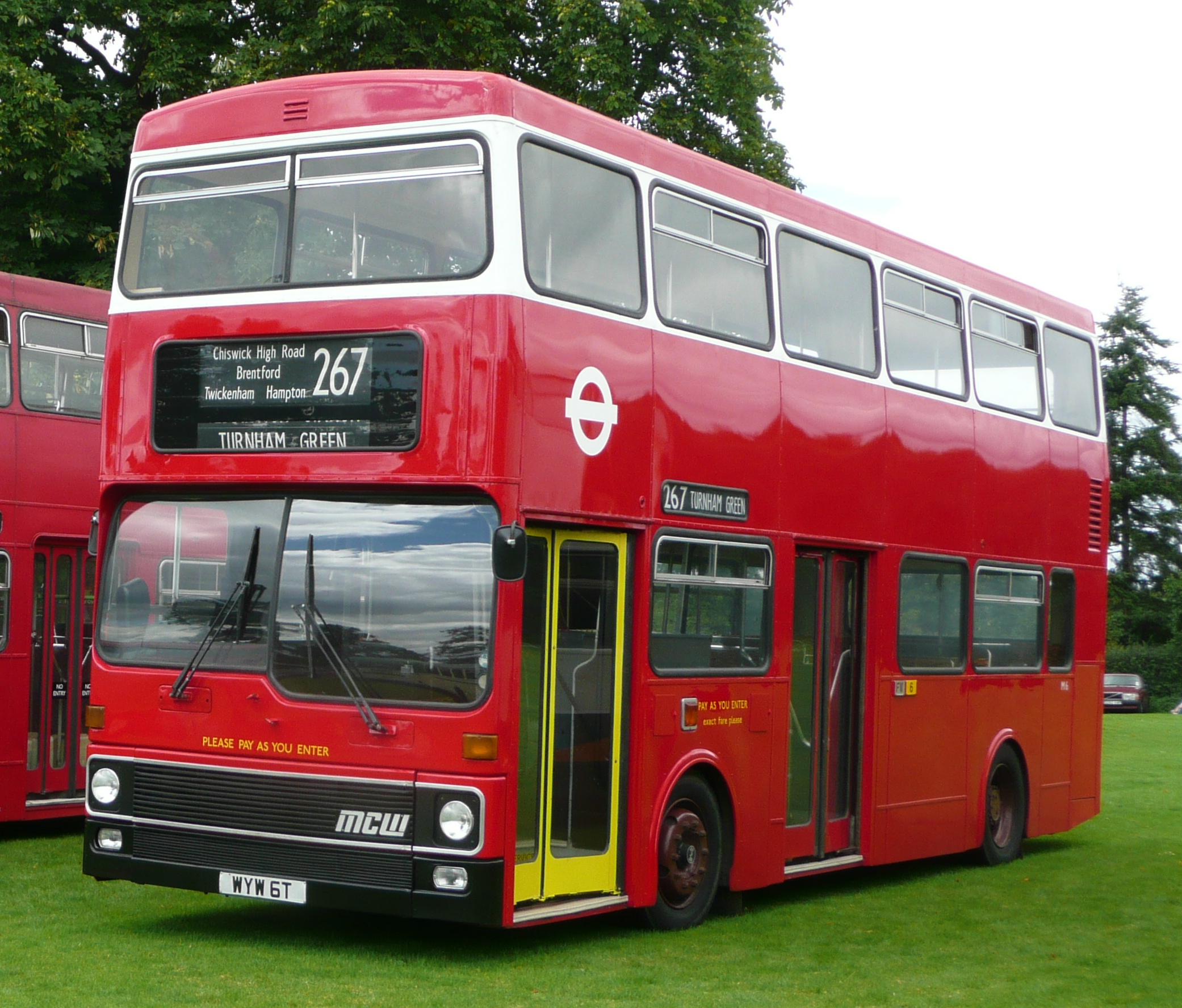
倫敦運輸局的都城一型巴士

英國各地不少巴士營辦商都有採購都城巴士，均為兩軸9.7米的類型。其中倫敦運輸局於1978年至1985年間引入共1442輛都城巴士，成為都城巴士的最大買家。其中1440輛為第一型，另兩部第二型則為樣板車，而樣板車接收後，倫敦運輸局未有再增購第二代。
這批都城巴士截至1994年，為倫敦運輸局車隊最大主力之一。其後倫敦巴士服務實行私營化，這批都城巴士乃全數轉至7家新營辦商。一部分撤離倫敦市，轉到其他城市服役。這些巴士最終於2004年全數退役。
而於都城嘉慕威曼總部所在地伯明罕負責巴士運作業務的 West Midlands PTE（及後來的West Midlands Travel，現時稱為National Express West Midlands）亦於1978年至1989年間引入1131輛都城巴士，成為都城巴士的第二大買家，部分至今仍然在該公司服役。較特別的一批是為 Yorkshire Traction 於1985年建造的矮車身版都城第二型巴士。
在大曼徹斯特地區，Greater Manchester PTE於1979-83年間，購買了共190輛都城一型巴士。除服役於曼徹斯特，亦被派出服務奧咸、史托港等地。
而在英格蘭中北部南約克郡，South Yorkshire PTE亦於1981-85年間，購買了逾100輛都城嘉慕巴士，主要服務錫菲。

## 香港的都城巴士
香港的各間巴士公司曾購進超過五百輛都城巴士，其中數量最多的一款是九龍巴士於1986年至1989年間分批購入的超級都城11米，共有254輛。

### 中華巴士

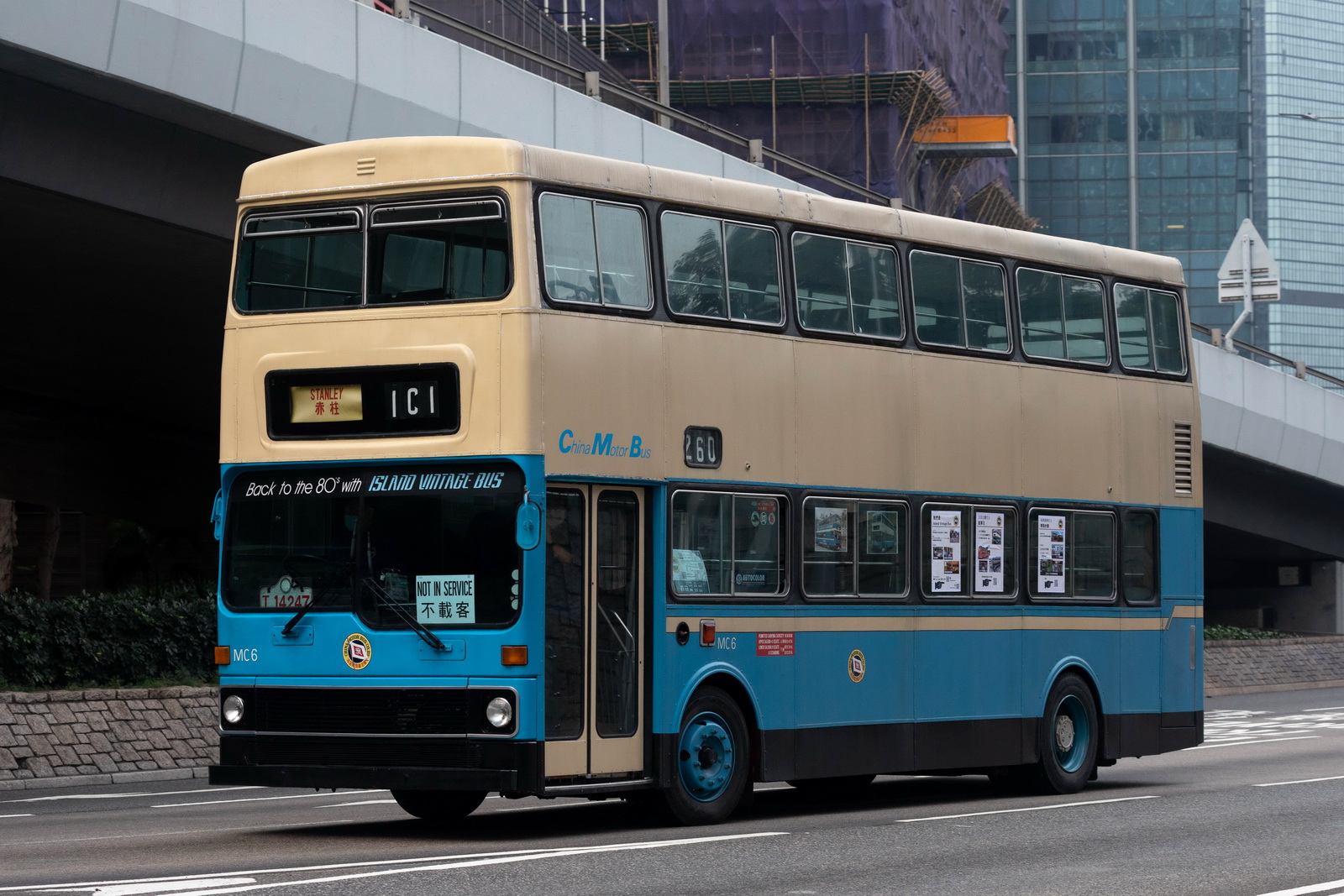
獲私人保留的前中巴9.7米都城一型

當年積極進取的中華汽車有限公司曾於1975年11月購入兩輛由都城嘉慕威曼和紳佳合作開發的大都會型雙層巴士，車隊編號為MS1及MS2，這款巴士雖然設計先進，但有耗油量大和維修困難等缺點，後來兩家公司各自推出其後繼車型，都城嘉慕威曼吸取經驗後開發出符合市場需求的都城巴士。當時樂於購買新款巴士試用的中巴，於1978年一口氣購入12輛單門設計的9.7米都城巴士第一型，車隊編號MC1至MC12，並以豪華車廂包裝（當時「豪華」的定義是指配高背座椅），專門行走往來南區淺水灣及赤柱或舂坎角往返中環的260及262豪華巴士線。

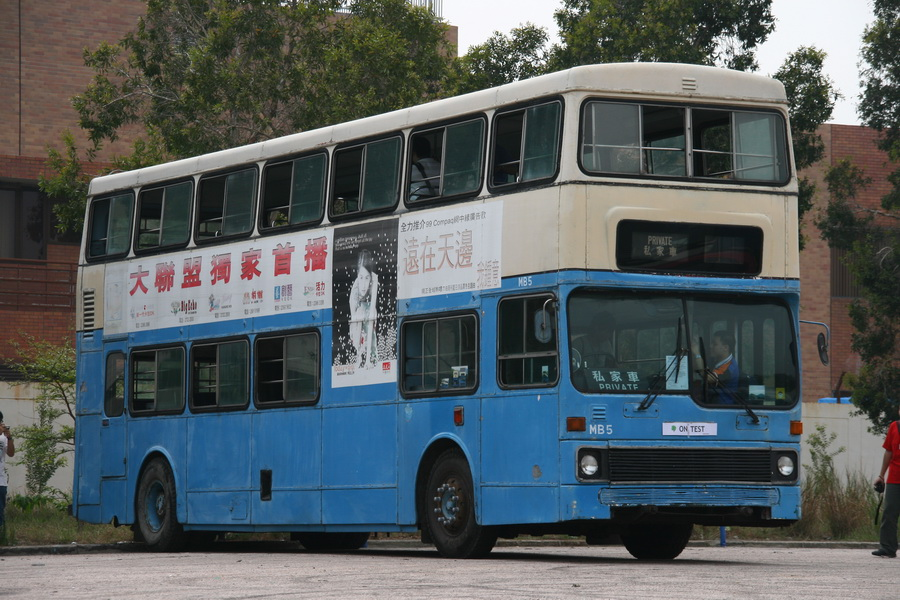
中巴於1978年購入的11.45米都城一型

中華巴士於1978年購入40輛全長11.45米的都城一型（車隊編號MB1至MB40），中華巴士成為全球獨有的車款，不但成為香港當年最長的雙層巴士，也是當時香港載客量最高的巴士，可是最長和載客量最高的記錄，不久就被1980年代初期引進的12米三軸雙層巴士所打破。不過就兩軸雙層巴士而言，都城11.45米是曾經在香港投入服務的雙層巴士之中，依舊是最長及載客量最多的兩軸巴士記錄保持者，即使進入2020年代仍未被打破。由於當時香港的收費隧道（主要是海底隧道、東區海底隧道及大老山隧道）大部分都會按車軸數量加收附加費，所以維持兩條車軸而只加長車身，可說是既提升運量又節省隧道費之舉，都城11.45米也應運而生，但香港政府在1980年代修訂關於車軸承重上限的相關法例後，與都城11.45米相似總重的巴士都要增至三條車軸，所以之後香港再沒有超過11米長的雙層巴士採用兩軸設計，並由三軸巴士取而代之，中華巴士原本計劃增購的兩軸都城11.45米都被三軸超級都城12米取代。
都城11.45米是將原有9.7米底盤的中段加長達1.75米而成，令載客量能夠大幅增加，但巴士兩條車軸負擔的承重量也跟著加大；由於11.45米仍沿用9.7米的吉拿6LXB型柴油引擎，馬力沒有配合車重增加而提升，導致11.45米的行車性能明顯不如原有的9.7米，在滿載乘客下的加速性能及攀斜表現都很差，上斜速度甚為緩慢，甚至還不如上一代的丹拿珍寶。除了引擎馬力不足，巴士的中段軸距被加長後，轉向系統未有作任何改進，導致迴轉半徑增加，因此在彎多路窄的路段行車會受到較大限制，中華巴士所以把全數40輛都城11.45米雙層巴士集中在客量甚高，但無需途經大斜路的過海隧道巴士路線，例如102、104及110；東區走廊在1985年太古至筲箕灣段完工後，亦成為當時新開辦的720常用車；後來因為客量增長，102改用三軸的超級都城12米和丹尼士禿鷹12米服務，部分都城11.45米被轉移到沿電車路行駛及來往筲箕灣和中環的2線及20線。
這些巴士路線於香港島行駛的大部分路段，都是沿著港島北岸地勢較為平坦的電車線，在九龍的路段也大多行駛於地勢較低的鬧市，避開要途經大斜路的巴士路線。直到中巴專營權末期，因為中華巴士有更老舊的巴士須要除牌退役，都城11.45米才開始被調派到柴灣及小西灣的巴士路線。可是這批引擎馬力不足的超級都城一型11.45米雙層巴士，在面對如柴灣道的大斜路時，行車表現明顯欠佳。

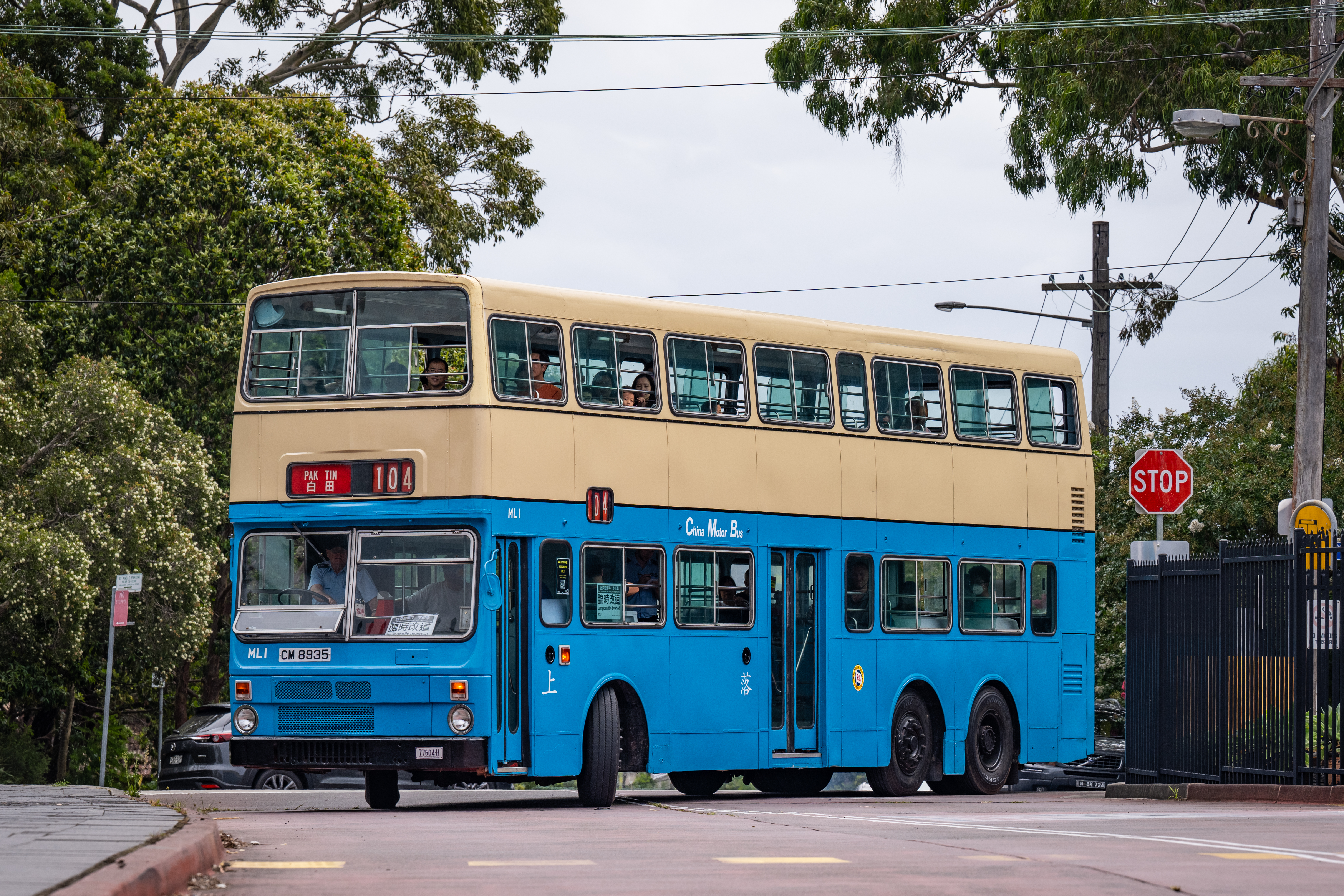
轉售到澳洲並獲私人保留的12米超級都城巴士二型（ML1）

中華巴士於1981年引進兩輛超級都城12米（車隊編號ML1及ML2），採用吉拿6LXCT型渦輪增壓柴油引擎，是香港首款採用三軸設計及長達12米的巴士，當中的ML2更是香港首輛裝有三扇車門的巴士（在最前的一道門上車，後兩道門下車）；中華巴士當時故意在ML1選用一道寬身的落車門，而ML2選用兩道較窄身的落車門，目的是要測試兩種車門配置的方式，對加快乘客下車進度及減少停站時間的分別和幫助；中華巴士在測試後認為加多一道落車門並沒有明顯加快乘客下車速度，上層乘客離開車廂時行經的樓梯才是人流的瓶頸，所以中華巴士後續訂購的超級都城12米都採用ML1的一道寬身下車門的配置方式，反而九巴卻大量採購配置三道車門的利蘭奧林比安12米及丹尼士巨龍12米，惟獨九龍巴士的兩道下車門比中華巴士的ML2寬闊。中華巴士在1983年至1988年間分兩批購入共82輛超級都城巴士12米（車隊編號ML3至ML84），主要用於過海隧道及港島南區的高載客量巴士路線。
中華巴士於1993年被政府撤銷26條南區巴士路線的經營權後，車隊規模開始收縮，由於中華巴士當時有大量老舊巴士，如佳牌阿拉伯五型巴士及丹拿珍寶須要正式退役，所以中華巴士超級都城巴士仍是的車隊主力。原本豪華版都城9.7米主要用於中環至赤柱、淺水灣等地區的觀光與泳灘路線，但該區的路線專營權於1993年大多被城巴奪去，中華巴士已於1995年又有14條專利巴士路線被政府移交城巴經營，加上中華巴士將部分餘下的特快和旅遊路線空調化，老態漸露的豪華版都城9.7米遂撤出原有的豪華巴士路線。在喪失多條專利路線後，中華巴士車隊出現過剩，整體車齡卻明顯偏高，中華巴士於是把高齡的丹拿珍寶大量退役，在1978年出廠的豪華版都城9.7米因相對年輕，被用作填補更舊巴士退役後的空缺，因此這批豪華巴士開始出現在港島區的通勤巴士路線，主要是13、63及65。因為舊車大量退役，中華巴士又因為對專營權續期的前景感到不明朗，故沒有大量訂購新車替補，到了中華巴士專營權末期，原本攀斜能力差勁，只適合行駛平坦路線的超級都城11.45米，也被分派到行經柴灣道來往柴灣及小西灣的巴士路線，如606。
中華巴士有三輛都城巴士（MC1、MC8及MB28）於1996年至1998年因交通意外而提早退役，其餘的都城巴士在1998年9月1日中華巴士的專營權屆滿後售予新世界第一巴士。由於新世界第一巴士在接辦中華巴士路線時曾承諾將於三年內汰換前中華巴士車隊內的所有非空調巴士，在新車陸續抵港投入服務後，新世界第一巴士的全數都城巴士已於2000年5月12日前全數退役。

### 九龍巴士

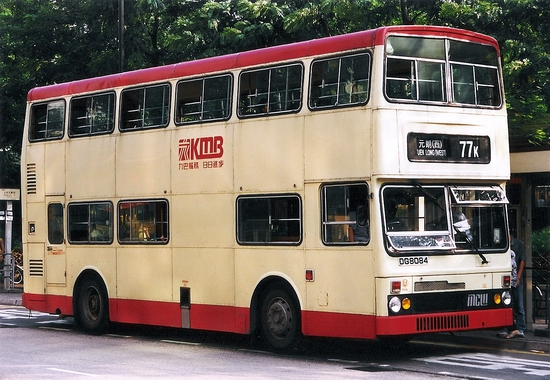
九龍巴士的都城嘉慕9.7米

九龍巴士未有在都城巴士剛推出時購買都城一型；到1981年引進三軸雙層巴士到香港測試時，九龍巴士從都城嘉慕威曼車廠購買了三輛三軸版的12米雙門超級都城巴士（編號M1-M3，後改為3M1-3M3）。這批巴士採用勞斯萊斯230L Eagle引擎及福伊特DIWA 851波箱，後來因引擎零件供應問題而換裝吉拿6LXCT引擎。
九龍巴士在1983年至1989年購入88輛都城9.7米巴士（編號M1至88），其中M1至57及61至80配備吉拿6LXB引擎及福伊特DIWA 851波箱；而M58-60則配備康明斯LT10-B245引擎及福伊特DIWA 863波箱（M59在1989年燒毀提早退役）。這批巴士的引擎曾作多番改動：
- M58及60於1993年改配康明斯LTA10-B282及福伊特DIWA 864G波箱（M58在1996年提早退役），而M60再於1997年改配吉拿6LXB引擎及福伊特DIWA 851波箱。
- M21於1988年改配福伊特DIWA 863波箱，並改用原S3M145的吉拿6LXDT引擎，並於1993年更換為康明斯LTA10-B282引擎及福伊特DIWA 864G波箱。
- M24、30、45、46、53、61、63、64、71、72、74至77，則於1995年改配康明斯LTA10-B282引擎及福伊特DIWA 864G波箱（M77在1997年提早退役），其中8輛是與M81-M88調換引擎及波箱，另外有4輛將原有S3M222、223、225及233的康明斯LTA10-B282引擎及福伊特DIWA 864G波箱被轉移至該4輛9.7米都城巴士，而M53再於1997年還原為吉拿6LXB引擎及福伊特DIWA 851波箱。
- M81-88原本配備康明斯LTA10-B282引擎及福伊特DIWA 864G波箱，但是後來部份巴士的底盤出現問題（M85在1997年提早退役），所以於1995年改配吉拿6LXB引擎及福伊特DIWA 851波箱。

九龍巴士在1986年至1989年間購入254輛11米三軸超級都城巴士（編號S3M1-254），並成為這個版本的唯一買家。其中（S3M1至S3M136、138至144、152、156至213、254）配備了吉拿6LXCT引擎及福伊特DIWA 851.2波箱；（S3M137、S3M146至151、153至155）配備康明斯LT10-B245引擎及福伊特DIWA 863波箱；S3M214至253，則配備康明斯LTA10-B282引擎及福伊特DIWA 864G波箱，後來（S3M222、223、225、233）於1995年改配吉拿6LXCT引擎及福伊特DIWA 851.2波箱，而其原裝的康明斯LTA10-B282引擎及福伊特DIWA 864G波箱，則被用於改裝都城9.7米（S3M223、233、244至254），並於2005年4月至5月加裝車站顯示及廣播系統（俗稱「報站機」）。另外，S3M18（前車牌DL4870）曾於意外中被焚毀，在屯門總修中心修復時被裝上屬後期版本的新車身，並配上新車牌（EM360）重新投入服務。
九龍巴士超級都城11米是早期測試空調雙層巴士的車款之一，其中一輛在1987年運抵香港的超級都城11米（車牌DP1932）裝有西德Sütrak供應的空調系統，而動力來自一台輸出馬力較強的吉拿6LXDT引擎，並配用福伊特DIWA 851.2波箱；此車的空調機位於車尾引擎室的上方，車廂裝有冷氣槽，車窗則採用可開啟的設計。九龍巴士於1980年在一輛丹尼士喝采巴士加裝空調機測試空調雙層巴士後，發現以一台獨立的引擎驅動空調機並不符合成本效益，因此這輛空調版的超級都城11米是以單一引擎同時用於行車及推動空調機，但因為此車運行空調系統時波箱會出現不勝負荷的情況，試驗以失敗告終，此車因此被拆除空調設備並改配吉拿6LXCT引擎，改為普通巴士使用（車隊編號S3M145）；而其原配的吉拿6LXDT引擎因為輸出馬力較大，所以被移植到一輛都城巴士9.7米（車隊編號M21），用來試驗行駛途經大帽山的51號線。雖然空調版的超級都城11米並沒有成功，但其經驗對三年後空調利蘭奧林比安的成功發展卻具有重要意義。
九龍巴士的都城巴士服務範圍相當廣泛，從九龍到新界，東至西貢黃石碼頭、西至屯門、流浮山、北至沙頭角，甚至南至經過海隧道到香港島華富邨的路線都有，在利蘭勝利二型在1990年代中期退役後，都城9.7米因為短小靈活，而且載客量不俗，所以活躍於新界北區及西貢區的市郊路線，直至丹尼士空調巨龍9.9米大量服役為止。在九巴車隊中配備康明斯LTA10-B282引擎及福伊特DIWA 864G波箱的都城9.7米，更是迄今唯一一款長時間行駛途經香港最高峰大帽山的51路線的雙層巴士，直至被加裝手動減速器的丹尼士飛鏢巴士全數取代。
九龍巴士已於1990年代有4輛（M11、M58、M77、M85）9.7米都城巴士因金屬疲勞導致底盤損毀而直接報廢，而M59因1989年3月20日於觀塘工業區停泊期間發生火災而直接拆解，其餘的9.7米都城巴士則於2000年至2003年9月6日全數退役，而11米三軸都城巴士則於2002年起陸續退役。
全香港最後一輛載客的都城巴士是九龍巴士的11米三軸版（編號S3M233，車牌號碼EH8559），最後服役於行走葵興邨到葵盛邨的37M路線，隨後將於2007年5月10日正式退役。象徵所有都城嘉慕威曼都城巴士在香港的服務29年正式劃上句號。 在都城巴士全數退役之前，香港巴士迷組織－巴士迷世界於2007年3月25日租借2輛九龍巴士的11米都城巴士（編號S3M223，車牌號碼EH2940及編號S3M254，車牌號碼EL7065）舉辦「我的MCW遊河」活動，活動當日EL7065曾經壞車並需由拖車拖回車廠，引來提早退役的揣測，但後來亦被修復。

### 九廣鐵路公司

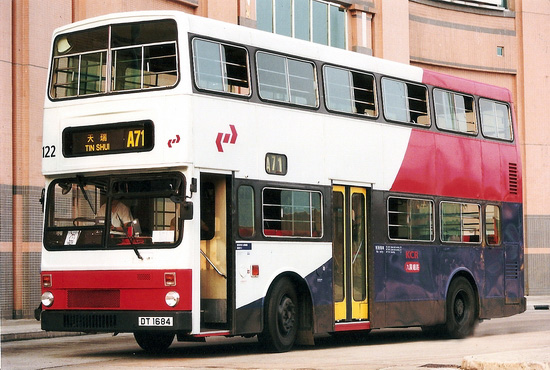
九鐵巴士的9.7米都城二型於2004年至2005年10月間陸續退役

九廣鐵路公司從1987年起購入39輛都城二型9.7米兩軸都城巴士（編號101-139），並在都城嘉慕威曼的協助下，從英國引入20輛二手的都城一型9.7米（編號140-159），用以行駛九鐵接駁巴士線；部份九鐵的二手都城巴士曾於1993年，在城巴接辦中巴26條南區巴士路線的Network 26 新里程，及在1995年接辦另外14條中巴路線的初期，租借給城巴使用。九鐵的一手巴士於2004年至2005年10月退役，二手巴士則早於1995年11月已全數退役。

### 雅高巴士
經營非專利巴士及租賃巴士業務的雅高巴士，於1988年從英國引入6輛二手的都城一型9.7米。

### 退役後的應用
大部分香港巴士公司購入的都城巴士，在使用年期屆滿後都被送到拆車場解體，惟少量被更改為商住用途，也有運往外地繼續行駛，亦有巴士迷購入作為收藏之用。

#### 香港本地
新世界第一巴士於1998年將三輛都城9.7米改裝為訓練巴士（編號改為T104-106，前編號分別為MC2、MC6及MC5），這三輛訓練巴士均已退役，T104及T105曾存放於城巴東涌逸東車廠，但已於2011年5月被移走，T104現時去向不明，而T106亦已於2011年中退役，其車牌BV2048已被套用在另一輛新世界第一巴士利蘭奧林比安訓練巴士T5（前身為LA9）上；至於T105則幸運地被巴士迷收購，並且於2021年9月接近完成修復至1978年投入服務時的狀態，及重新加上「MC6」的車隊編號。
九龍巴士有三輛超級都城12米於1995年至1996年間被改裝成為訓練巴士，另有一輛都城9.7米（編號M15）於1997年被改裝成為訓練巴士，四輛訓練巴士都已於2001年退役並已被拆解。
九龍巴士將其中一輛都城9.7米（編號M2，車牌號碼CZ1014）於將軍澳的九龍巴士車廠作貨倉用途。
一輛九龍巴士的超級都城11米（編號S3M169，車牌號碼EF8860）於錦上路作私家貨倉。
一輛九龍巴士的超級都城11米（編號S3M176，車牌號碼EG 113）於2006年售予英皇電影有限公司用作拍攝電影《男兒本色》；另有一輛同款巴士（編號S3M245，車牌號碼EL6774）則於2008年1月售予銀河影像有限公司作拍攝電影《意外》，兩車均於電影完成拍攝後被拆解。
九鐵巴士有三輛都城9.7米（編號109，車牌號碼DS750、編號138，車牌號碼EB3473及編號139，車牌號碼EB5604）於退役後被擺放在屯門輕鐵車廠及火炭車廠作為貨倉用途。其中原擺放於屯門輕鐵車廠的109號，已在2009年與一批三菱MK117J一同招標售出，后被巴士迷購入收藏。
現時共有10輛都城巴士被巴士迷購入後於香港收藏，包括兩輛前中華巴士/新世界第一巴士兩軸都城巴士MKI（編號MC5／T106，車牌號碼BV2048，以及編號MC6／T105，車牌號碼BV2049），一輛前中華巴士/新世界第一巴士兩軸超級都城巴士MKI（編號MB5，車牌號碼BY8149），兩輛九鐵兩軸都城巴士MKII（編號109，車牌號碼DS750，以及編號134，車牌號碼EA4502），一輛九龍巴士兩軸都城巴士MKII（編號M2，車牌號碼CZ1014），以及四輛九龍巴士三軸11米超級都城巴士MKII，分別是S3M223，車牌號碼EH2940、S3M248，車牌號碼EL7383、S3M249，車牌號碼EL7659及S3M253，車牌號碼EL8061。10輛都城巴士中，前七輛配置吉拿引擎，其餘三輛則配置康明斯引擎。

#### 運往外地

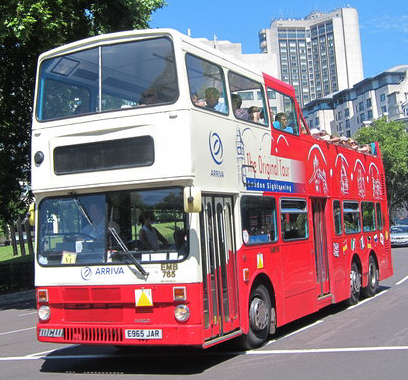
中巴的超級都城巴士12米車隊中的ML64退役後，被運到英國改裝成半開頂設計，用於倫敦的觀光巴士服務

從中華巴士退役的大部分超級都城12米獲二手買家購入，並運往英國、澳洲及加納等地繼續使用（為數77輛），另有有一輛都城巴士9.7米（MC9）被運往澳洲服役，用來取代底盤出現問題的超級都城12米（ML28）。
有部分在澳洲服役的前中華巴士超級都城12米巴士（ML），已換裝康明斯ISC柴油引擎，除馬力增大外，亦使這些早於1980年代前期陸續服役的二手都城巴士，達到歐盟三期的規格，以符合當地最新的環保要求，當中有部分更採用康明斯的歐盟四期引擎。2005年，轉售到澳洲的一輛前中華巴士超級都城12米（ML1，車牌號碼CM8935），獲當地一名巴士迷購入後，在翻修時被還原為新車出廠時的車身規格，部份零件來自另一輛同款的中華巴士車輛（ML2），於2007年1月完成修復後，再次以中華巴士色彩示人。
一些被運到英國服役的前中巴超級都城12米（ML），先經由代理商英國Ensignbus翻新，例如將座位佈置由3+2改為2+2，及拆掉扶手吊環。有部份在當地售出後被作校巴使用，另有部份出售予倫敦的Arriva公司及大巴士公司作為開篷觀光巴士使用；其中一輛前中華巴士的超級都城12米（ML16）在英國改裝成觀光巴士並在當地服役多年後，於2018年4月被發現輾轉運到日本橫濱。
從九龍巴士退役的都城巴士大部分都被運到廢車場拆解，但有少量九龍巴士的都城，主要是超級都城11米獲買家購入並運往外地使用，包括兩輛（分別是S3M95，車牌號碼DR9800及S3M109，車牌號碼DS3391）於英國用作流動展覽室、一輛（編號S3M125，車牌號碼ED2788，無引擎）於澳門氹仔作親子教育室（後於2018年3月拆解）、一輛（編號S3M147，車牌號碼EE8847）身處韓國作為流動餐廳。

## 特別車輛
美國加州的開篷觀光巴士中，其中一輛都城巴士的原裝吉拿引擎被換成康明斯L10G型天然氣引擎，成為全球唯一一輛以天然氣作為燃料的都城巴士。

## 停產
都城嘉慕威曼都城巴士在1989年因都城嘉慕集團關閉而停產，其後都城巴士的業務於1990年被英國Optare及荷蘭DAF聯手收購，並併入新成立的合資公司，而都城巴士的設計則作為開發新車型的藍本。兩公司的合作成果，即為由DAF供應DB250底盤，並由Optare設計車身的Optare Spectra雙層巴士，雖然DAF的巴士部門不久便被VDL集團收購，但Optare Spectra的生產線仍維持至2005年，並由VDL巴士在2007年開發的VDL DB300底盤配合萊特巴士設計車身的Wright Gemini 2取代。

### 同廠前期車型
- 都城嘉慕威曼－斯堪尼亞大都會型

### 主要後繼車型
- VDL DB250
- VDL DB300

### 同期競爭車型
- 利蘭奧林比安
- 丹尼士巨龍

### 書籍
- 巴士之訊第五十四及五十五期（巴士迷世界出版）
- 香港巴士資料集—九龍巴士（BSI出版）
- 香港巴士資料集—九巴、龍運巴士（BSI出版）

## 外部連結
- 前中巴ML型巴士更換ISC引擎後，於澳洲行走短片 （页面存档备份，存于）
- 被巴士迷保留的前九巴S3M223-EH2940退役後，於大埔公路試車短片 （页面存档备份，存于）
- 前九巴S3M245-EL6774出現在電影《意外》的預告片中 （页面存档备份，存于）
- 香港巴士大典上的相关条目：都城嘉慕威曼都城